# Tjarsk
Tjarsk (ryska: Чарск) är en ort i Kazakstan.   Den ligger i oblystet Östkazakstan, i den östra delen av landet, 700 km öster om huvudstaden Astana. Tjarsk ligger 340 meter över havet och antalet invånare är 9 087.
Terrängen runt Tjarsk är platt. Runt Tjarsk är det mycket glesbefolkat, med 3 invånare per kvadratkilometer. Tjarsk är det största samhället i trakten. Trakten runt Tjarsk består i huvudsak av gräsmarker.